# (37943) 1998 HF18
1998 HF18 (asteroide 37943) é um asteroide da cintura principal. Possui uma excentricidade de 0.08338200 e uma inclinação de 5.25098º.
Este asteroide foi descoberto no dia 18 de abril de 1998 por LINEAR em Socorro.